# سلاحف النينجا: أوت أوف ذا شادوز
سلاحف النينجا: أوت أوف ذا شادوز (بالإنجليزية: Teenage Mutant Ninja Turtles: Out of the Shadows)‏ ، هي لعبة فيديو إلكترونية من نوع مغامرات أكشن، أنتجت سنة 2013م، وتعمل على نظام التشغيل كل من الحاسب الشخصي وبلاي ستيشن 3 وإكس بوكس 360.